# وهم عدم التحرك
وهم عدم التحرك أو حرفيًا الأكينتوبسيا (الاسم العلمي: Akinetopsia)، يُعرف أيضًا باسم الأكينتوبسيا المخية أو عمى الحركة، هو اضطراب نفسي عصبي نادر، إذ يصيب 1-2% من سكان العالم، ويتميز بانعدام قدرة المريض على توقع الحركة في مجاله البصري على الرغم من رؤيته السليمة للأشياء الساكنة. توجد درجات متفاوتة من وهم عدم التحرك: تتراوح من رؤية الحركة على شكل إطارات البكرة السينمائية إلى انعدام القدرة على تمييز أي حركة. لا يوجد في وقتنا الحالي علاج فعال للشفاء من وهم عدم التحرك أو تخفيفه.

## العلامات والأعراض
يُقسم وهم عدم التحرك إلى فئتين منفصلتين، «وهم عدم التحرك المبهم» أو «وهم عدم التحرك العياني»، بناءً على شدة الأعراض ومدى تأثير المرض على نوعية حياة المريض.

### وهم عدم التحرك المبهم
غالبًا ما يُوصف وهم عدم التحرك المبهم برؤية حركة مشابهة للبكرة السينمائية أو كصورة متعددة التعريض. يمثل وهم عدم التحرك المبهم النوع الأكثر شيوعًا، إذ يعاني المصابون من الرؤية الاصطرابية التي تشكل مصدر إزعاج شديد لهم. غالبًا ما يترافق وهم عدم التحرك بالتتابع البصري (التكرر المرئي)، مع ترك الصور التلوية عند كل إطار للحركة. تشمل مسببات المرض الأدوية الموصوفة، واضطراب الإدراك المستمر المحدث للهلوسة (إتش بّي بّي دي) والهالة المستديمة دون عائق. ما تزال الفيزيولوجيا المرضية لوهم عدم التحرك مجهولة، لكن تشير بعض الافتراضات إلى حدوث المرض نتيجة التنشيط غير الملائم لآليات كبح الحركة الفيزيولوجية المستخدمة عادة للحفاظ على الاستقرار البصري أثناء حركات العين (مثل الكبح الرمشي).

### وهم عدم التحرك العياني
يُعد وهم عدم التحرك العياني حالة نادرة للغاية. يعاني المرضى المصابون من عمى الحركة العميق ويواجهون صعوبات في أداء نشاطات الحياة اليومية. بدلًا من رؤية الأشياء المتحركة على شكل البكرة السينمائية، يعاني هؤلاء المرضى من مشكلة في إدراك الحركة العيانية بأكملها. تعود معظم المعلومات المعروفة عن هذه الحالة النادرة جدًا إلى دراسة حالة على مريضة واحدة ملقبة باسم «إل إم». وصفت «إل إم» مواجهتها صعوبة لدى سكب كوب من الشاي أو القهوة «لأن السائل قد بدا متجمدًا، مثل نهر جليدي». لم تستطع المريضة معرفة الوقت الذي يجب فيه التوقف عن السكب، نظرًا إلى عدم قدرتها على إدراك حركة السائل الآخذ في الارتفاع داخل الكوب. اشتكت «إل إم» ومرضى آخرون من صعوبات في متابعة المحادثات، نتيجة فقدان حركات الشفاه وتعابير الوجه المتغيرة. أفادت «إل إم» بشعورها بانعدام الأمان عند وجود أكثر من شخصين متجولين في الغرفة: «ظهر الناس فجأة هنا أو هناك لكنني لم أرهم يتحركون». يمكن للشخص استنتاج الحركة من خلال مقارنة التغيير في موقع شيء أو شخص ما. وصفت «إل إم» ومرضى آخرون أيضًا مواجهة صعوبات شديدة لدى عبور الشارع أو قيادة السيارات. بدأت «إل إم» في الخضوع لتدريبات السمع بهدف تقدير المسافة سمعيًا.
تحدث التغيرات في بنية الدماغ (الآفات عادة) اضطرابًا في العملية النفسية المسؤولة عن فهم المعلومات الحسية، أي المعلومات البصرية في هذه الحالة. قد يعود الاضطراب الناشئ في الحركة البصرية إلى الفصل التشريحي لعملية معالجة الحركة البصرية عن الوظائف الأخرى. يتعرض إدراك اللون أيضًا لاضطراب انتقائي بشكل مشابه لوهم عدم التحرك، كما هو الحال في عمى الألوان الكلي. يفتقر المصاب إلى القدرة على رؤية الحركة على الرغم من سلامة الحدة المكانية، وكشف الومضات والرؤية الملونة والمجسمة. تشمل الوظائف السليمة الأخرى الإدراك المكاني البصري والتحديد البصري للأشياء، والأشكال والوجوه. إلى جانب الإدراك البسيط، يحدث وهم عدم التحرك اضطرابات في المهام الحركية البصرية، مثل محاولة الوصول إلى الأشياء والتقاطها.  تبرز أهمية الارتجاع الخاص بحركة الفرد عند أداء هذه المهام.